# Белоусово посольство
Белоу́сово посо́льство — возглавлявшееся боярином Никитой Белоусовым представительство сибирского губернатора князя М. П. Гагарина в ставке казахского хана Кайыпа.

## Общие сведения
Белоусово посольство представляло собой возглавлявшееся тобольским боярином Никитой Белоусовым представительство сибирского губернатора князя М. П. Гагарина в орде казахского хана Кайыпа. Прибыв в ответ на визит послов казахского хана, оно работало с октября 1716 года по сентябрь 1717 года.

## Цель деятельности
Основной целью дипломатической поездки стало укрепление торгово-экономических связей с казахами, создание военного союза против Джунгарского ханства, сбор сведений о политических событиях, жизни и быте казахского народа.

## Результаты работы
Белоусово посольство проинформировало Кайып-хан об указе князя Гагарина относительно его покровительства казахов, проживающих в городах сибирской губернии. Также, переданы гарантии губернатора безопасности группы из 50 человек, занимающихся торговлей в пограничном укреплении на берегу реки Есиль. Кроме того, Кайып-хан и князь Гагарин через посольство обменивались письмами.